# Mobirise
Конструктор сайтов Mobirise — программное обеспечение для веб-дизайна, разработанное компанией Mobirise и позволяющее пользователям создавать и опубликовывать Bootstrap сайты без знаний программирования.
Mobirise был рекомендован на Huffington Post, IDG, TechRadar, About.com как оффлайн альтернатива таким известным онлайн конструкторам сайтов как Wix.com, Weebly, Jimdo, Webydo, Squarespace.

## История
Первая бета-версия вышла 19 мая 2015 года и была направлена на создание веб-сайтов без знаний кода и их соответствие с обновлением Google о мобильных сайтах. 30 сентября 2015 года была выпущена вторая версия, в которой были доступны раскрывающиеся меню, формы обратной связи, анимации, темы и расширения сторонних разработчиков. С выходом третьей версии были добавлены новые темы и расширения, а также поддержка Bootstrap 4.
16 июня 2017 года вышла четвёртая версия, в которой были представлены обновлённые система программы и интерфейс, а также новая стандартная тема для веб-сайтов. Начиная с версии № 4.6, Mobirise выпускает темы AMP. На данный момент последняя доступная версия — версия № 4.12.3